# Never can say goodbye (lied)
Never can say goodbye is een lied geschreven door singer-songwriter Clifton Davis, die pas later acteur werd. Davis schreef dit lied eigenlijk voor The Supremes, maar hun platenlabel Motown Records vond het geschikter voor de Jackson 5. In maart 1971 volgde hun release en al snel volgde een aantal andere artiesten die het opnam en uitbracht. Alleen al in 1971 blijken ten minste vijftien versies opgenomen te zijn. Daaronder bevonden zich artiesten als Johnny Mathis, Ray Conniff, Herbie Mann en Isaac Hayes. Hayes nam het overigens in 2008 nog een keer op voor de film Soul Men. In 1972 volgden meer uitgaven, waaronder een van James Brown. Gedurende de jaren zeventig bleef het populair, met name de versie van Gloria Gaynor scoorde in de hitparades. De daaropvolgende decennia verschenen met regelmaat versies. Onder de artiesten die het vastlegden waren The Communards het populairst. Andere artiesten waren bijvoorbeeld Günther Neefs, (dan toch) The Supremes, Sheena Easton en The Temptations. Ook de Glee Cast deed een duit in het zakje.
Fransen kennen het lied wellicht ook onder de titel Ne viens pas me dire good-bye door Nancy Holloway; Finnen onder de titel En näkemlin sanoa voi.

## Jackson 5
De Jackson 5 nam hun soulversie in juni 1970 in Hitsville West, Los Angeles op voor hun studioalbum Maybe tomorrow. In de gelederen van de Jackson 5 bevond zich toen de twaalf jaar oude Michael Jackson, die geacht werd dit liefdeslied te zingen. Dat een zo’n jonge "knul" een dergelijk lied moest kunnen zingen was destijds ongewoon. Het publiek dacht daar anders over. De versie van de Jackson 5 klom in de Billboard Hot 100 naar de tweede plaats en naar de eerste plaats in de "Black"list van datzelfde blad. Let wel, de Jackson 5 hadden toen al vier nummer 1-hits in de Verenigde Staten gehad (I want you back, ABC, The love you save, I'll be there). Never can say goodbye stond twaalf weken in de Billboard. De Jackson 5 kregen een matig ontvangst in de UK Singles Chart; zeven weken met een piek op plaats 33. Van een hitnotering in Nederland en België is niets bekend. Voor wat betreft hitnotering deed Canada nog wel mee met een hoogste notering op 14.

## Gloria Gaynor
In oktober 1974 deed Never can say goodbye haar herintrede in de hitparades in de wereld. Gloria Gaynor zong het in een discoarrangement. Het arrangement werd geproduceerd door de Disco Corporation of America geleid door Meco Monardo en Tony Bongiovi. Deze versie verkocht in de Verenigde Staten iets minder goed dan die van de Jackson 5. Zij stond zeventien weken in de Billboard Hot 100 en piekte op plaats 9. Bijzonder was dat Gaynor met Never can say goodbye de eerste plaats bezette tijdens de eerste uitgave van de dance/discolijst, die in Billboard verscheen. In Canada en het Verenigd Koninkrijk verkocht Gaynor juist meer singles dan de Jackson 5. Gaynor haalde met deze plaat in dertien weken de tweede plaats in de UK Singles Chart. Ze werd gestuit door Tymes met Ms. Grace, een single die net zo snel ging als kwam. Ze besteeg met deze plaat ook de Duitse en Oostenrijkse hitparades. In Nederland en België werd het begin 1975 een top 10-hit:
- Nederlandse Top 40: negen weken met een piek op 7, nadat de plaat eerst Alarmschijf, destijds bij de TROS op Hilversum 3, was geweest;
- Nationale Hitparade: zeven weken met een piek op 6
- Vlaamse Radio 2 Top 30: acht weken met plaats 8 als hoogste notering
- voorloper van de Vlaamse Ultratop 50, tien weken met een piek op 6

### NPO Radio 2 Top 2000
| Nummer met noteringen in de NPO Radio 2 Top 2000 | '99  | '00  | '01 | '02  |
| ------------------------------------------------ | ---- | ---- | --- | ---- |
| Never Can Say Goodbye                            | 1659 | 1896 | -   | 1958 |

1. ↑  Een '-' betekent dat het nummer niet was genoteerd en een vetgedrukt getal geeft de hoogste notering aan.
2. ↑  Deze tabel is bijgewerkt tot en met de laatste editie (2024).

## The Communards
In het najaar van 1987 dook Never can say goodbye weer op in de internationale hitparades. Dit keer kwam er een High-Energyversie van The Communards. The Communards haalde in het najaar van 1987 de vierde plaats in de UK Singles Chart met in totaal elf weken notering. In de Amerikaanse Billboard haalde het echter de top 50 niet. In Frankrijk, Zwitserland, Duitsland, Oostenrijk, Nieuw-Zeeland haalde het een hitnotering. In Nederland en België verkocht het beter dan de Gaynor-versie:
- 401e AVRO's Radio en TV-Tip op Radio 3 op 9 november 1987
- Nederlandse Top 40: negen weken met een piek op 3
- Nationale Hitparade Top 100: dertien weken met een piek op 3
- Vlaamse Radio 2 Top 30: elf weken met een piek op 3;
- Voorloper van de Vlaamse Ultratop 50: twaalf weken met een piek op 4.